# Frontier (Dakota del Nord)
Frontier és una població dels Estats Units a l'estat de Dakota del Nord. Segons el cens del 2000 tenia 273 habitants.

## Demografia
Segons el cens del 2000, Frontier tenia 273 habitants, 78 habitatges, i 73 famílies. La densitat de població era de 585,6 hab./km².
Dels 78 habitatges en un 62,8% hi vivien nens de menys de 18 anys, en un 87,2% hi vivien parelles casades, en un 3,8% dones solteres, i en un 6,4% no eren unitats familiars. En el 3,8% dels habitatges hi vivien persones soles l'1,3% de les quals corresponia a persones de 65 anys o més que vivien soles. El nombre mitjà de persones vivint en cada habitatge era de 3,5 i el nombre mitjà de persones que vivien en cada família era de 3,59.
Per edats la població es repartia de la següent manera: un 35,5% tenia menys de 18 anys, un 8,1% entre 18 i 24, un 27,8% entre 25 i 44, un 27,8% de 45 a 60 i un 0,7% 65 anys o més.
L'edat mediana era de 35 anys. Per cada 100 dones de 18 o més anys hi havia 109,5 homes.
La renda mediana per habitatge era de 67.813 $ i la renda mediana per família de 68.438 $. Els homes tenien una renda mediana de 42.917 $ mentre que les dones 20.938 $. La renda per capita de la població era de 21.611 $. Cap de les famílies i l'1,6% de la població estaven per davall del llindar de pobresa.

## Poblacions més properes
El següent diagrama mostra les poblacions més properes.